# The Other Side of Heaven
The Other Side of Heaven (br: O Outro Lado do Céu) é um filme americano de aventura e religiosidade lançado em 2001 pela Disney. Conta a história de um missionário de A Igreja de Jesus Cristo dos Santos dos Últimos Dias que parte em missão ao arquipélago de Tonga, na Oceania.

## Sinopse
Situado na década de 1950, John Groberg é um rapaz membro de A Igreja de Jesus Cristo dos Santos dos Últimos Dias (conhecida por igreja dos Mórmons) que está tocando na banda em um baile sendo realizada na Universidade Brigham Young. Jean Sabin é sua namorada, que também está na dança. Eles dançam um com o outro e deixam a dança juntos. A família de John, em Idaho Falls, recebe seu chamado para a missão. Ele descobre que ele é chamado para servir em Tonga. Ele diz adeus a sua família e deixa Idaho Falls rumo à Los Angeles, onde embarca num navio e chega a Fiji, onde acaba sendo detido. Ele é liberado e define vela para Tonga, onde conhece seu presidente de missão que o introduz a Feki, seu companheiro, que é um tonganês nativo que também fala inglês. Eles são designados para servir em uma ilha remota da missão. Ele espera uma recepção calorosa do povo, mas ele é recebido com desprezo pelo povo da ilha. Ele passa por um choque cultural a medida que se ajusta à cultura tonganesa, com dificuldades com a língua de Tonga e com um ministro local, que diz ao povo para não ouvir John ou à sua mensagem. Ele começa a aprender a língua de Tonga, mas também isola-se, estudando a Bíblia em inglês e tonganês, tornando-se mais familiarizado com a linguagem. John e Feki constroem uma casa para si na ilha. Uma manhã, John descobre que os ratos roeram as solas dos seus pés. Seus membros da igreja ajudam-no quando seus pés curam. Eles curam apenas a tempo para as reuniões da igreja de domingo, e ele é capaz de andar milagrosamente. Este fato surpreende as pessoas, e eles se tornam mais receptivos à sua mensagem. Numa noite, um grupo de homens cercam John e Feki para espancá-los. Eles foram enviados pelo ministro local. Um dos homens, Tomasi, toma à frente e envia-os para fora. Tomasi salva John e Feki, porque ele foi batizado na igreja e é também um membro de A Igreja de Jesus Cristo dos Santos dos Últimos Dias.
Tomasi começa participando de reuniões da igreja. Uma mulher local, a pedido de sua família, seduz john para que ela possa ter um "bebê meio-branco". A mãe da mulher torna-se ofendida com a rejeição de sua filha por John. John diz a ela que ele está guardando a si mesmo por Jean, sua namorada, que o espera nos Estados Unidos. A mãe da mulher fica satisfeita. Um furacão atinge a ilha, e a ilha é fortemente danificada. Um navio de abastecimento está previsto em algumas semanas, mas o navio está atrasado. As pessoas racionam a comida e água para sobreviver. Muitas pessoas na ilha morrem. John é salvo quando o ministro local se aproxima dele, pede desculpas a ele, e dá a John sua última ração de alimentos. O navio de abastecimento chega, e John, Feki, e muitos outros são salvos. O ministro local morre e recebe um enterro honroso. O presidente da missão autoriza John a formar uma congregação na ilha. John é designado como o presidente do ramo e chama dois conselheiros. Feki é atribuído a voltar para a  construção. John e Feki se despedem e Feki deixa a ilha. O novo presidente da missão visita a ilha e tem preocupações sobre o trabalho lá. Mesmo que uma grande quantidade de trabalho tem sido feita, o presidente da missão não tem registros dos trabalhos. John conclui rapidamente os formulários necessários e transforma-os em registros, entregando-os ao presidente da missão.
O presidente da missão pede desculpas a John e o elogia por seu trabalho. Ele também coloca John em uma extensão de sua missão de seis meses. Ao viajar para uma ilha periférica, John e seus dois conselheiros são capturados em uma grande tempestade no mar. Todos os três são jogados ao mar e devem nadar por suas vidas. John milagrosamente torna para escorar e descobre que seus conselheiros também são seguros. Uma vez que John retorna para a Ilha de Tonga, ele descobre que a prorrogação de seis meses foi negada, e John conclui a sua missão em Tonga. As pessoas agradecem-no por tudo o que ele tem feito por eles, e John volta para casa para os Estados Unidos. Ao longo de sua missão, John e Jean mantém contato através de cartas. Algumas das narrativa da história são contadas através dessas cartas. Eles permanecem fiéis um ao outro e se casam depois de John voltar para casa. Eles têm filhos e continuam a servir na igreja. Eles também visitar as ilhas de Tonga várias vezes.

## Elenco
- Christopher Gorham - John H. Groberg
- Anne Hathaway - Jean Sabin
- Joe Folau - Feki
- Nathaniel Lees - Kelepi
- Miriama Smith - Lavania
- Alvin Fitisemanu - Tomasi
- Peter Sa'ena Brown - Kuli
- Whetu Fala - Asi
- Apii McKinley - Noli
- Paki Cherrington - Ministro

## Produção
- Foram contratados vários atores polinésios com pouca experiência para integrar o elenco de apoio de O Outro Lado do Céu.
- As fotografias exibidas na sequência de abertura de O Outro Lado do Céu mostram pessoas que vivem atualmente na ilha, não sendo fotos de época.
- A 1ª versão do filme tinha 2 horas e 15 minutos de duração.
- O lançamento do filme nos Estados Unidos foi adiado de forma que acontecesse após a estréia de O Diário da Princesa, também estrelado por Anne Hathaway. A intenção era aproveitar o sucesso que o filme traria à atriz.
- Lançado diretamente em vídeo no Brasil.
- O orçamento do filme foi de 7 milhões de dólares.